# Удавчик
Удавчик (Eryx) — рід неотруйних змій з родини удавових. Має 12 видів. Інша назва «справжні піщані удави».

## Опис
Загальна довжина представників цього роду змій коливається від 40 до 100 см. Мають характерну форму тулуба — голова не відмежована від шиї та вкрита зверху численними, порівняно дрібними щиточками неправильної форми. Міжщелепний щиток великий, він сильно загортається на верхню поверхню морди. Підхвостові щитки (всі або більша частина) розташовані в 1 поздовжній рядок. Передні зуби як на верхній, так і на нижній щелепах, довше задніх. Голова коротка, тулуб кремезний, міцний. Забарвлення спини здебільшого темне, черево значно світліших кольорів.

## Спосіб життя
Полюбляють піщані, щебенисті, глинясті місцини. Значну частину життя проводять риючи ходи під шарами ґрунту. Активні вночі. Харчуються комахами, равликами, гризунами, дрібними ящірками, птахами.
Це яйцеживородні змії. Самиця народжує до 20 дитинчат.

## Розповсюдження
Мешкають у південно-східній Європі, західній та південній Азію від Аравійського півострова до Індії, Шрі-Ланки. Зустрічаються у північній та східній Африці на південь до Кенії.

## Види
- Eryx borrii
- Eryx colubrinus
- Eryx conicus
- Eryx elegans
- Eryx jaculus
- Eryx jayakari
- Eryx johnii
- Eryx miliaris
- Eryx muelleri
- Eryx sistanensis
- Eryx somalicus
- Eryx tataricus
- Eryx whitakeri
- †Eryx linxiaensis